# James Diaz
James Diaz (17 november 1968) is een windsurfer uit de Amerikaanse Maagdeneilanden.

## Resultaten
| Jaar | Plaats    | Resultaten  |
| ---- | --------- | ----------- |
| 1992 | Barcelona | 30e Lechner |